# 1965年臺灣
|        | 臺灣歷史 \| 台灣歷史年表 |
| 世纪： | 19世纪臺灣 \| 20世纪臺灣 \| 21世纪臺灣 |
| 年代： | 1930年代臺灣 \| 1940年代臺灣 \| 1950年代臺灣 \| 1960年代臺灣 \| 1970年代臺灣 \| 1980年代臺灣 \| 1990年代臺灣                                           |
| 年份： | 1960年臺灣 \| 1961年臺灣 \| 1962年臺灣 \| 1963年臺灣 \| 1964年臺灣 \| 1965年臺灣 \| 1966年臺灣 \| 1967年臺灣 \| 1968年臺灣 \| 1969年臺灣 \| 1970年臺灣 |
| 纪年： | 乙巳年（蛇年）、中華民國54年 |

## 政府

### 國家正副元首

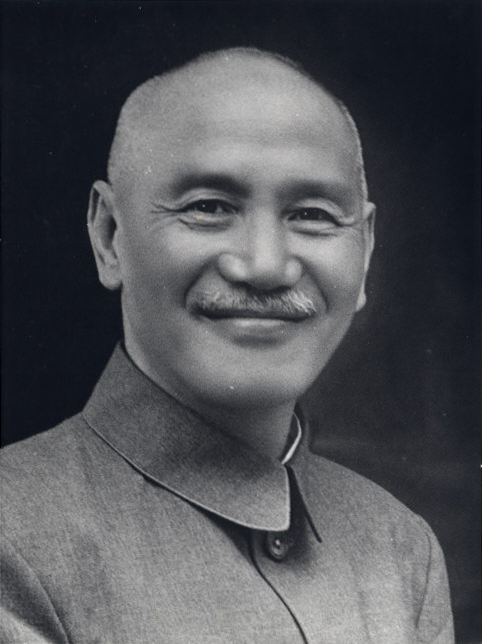
總統：蔣中正
副總統：缺位

### 五院首長

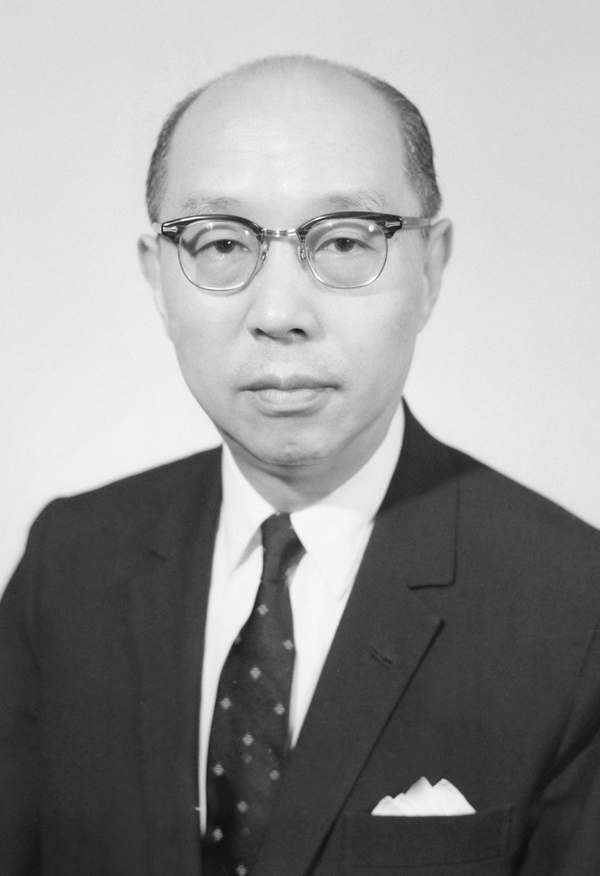
行政院院長：嚴家淦
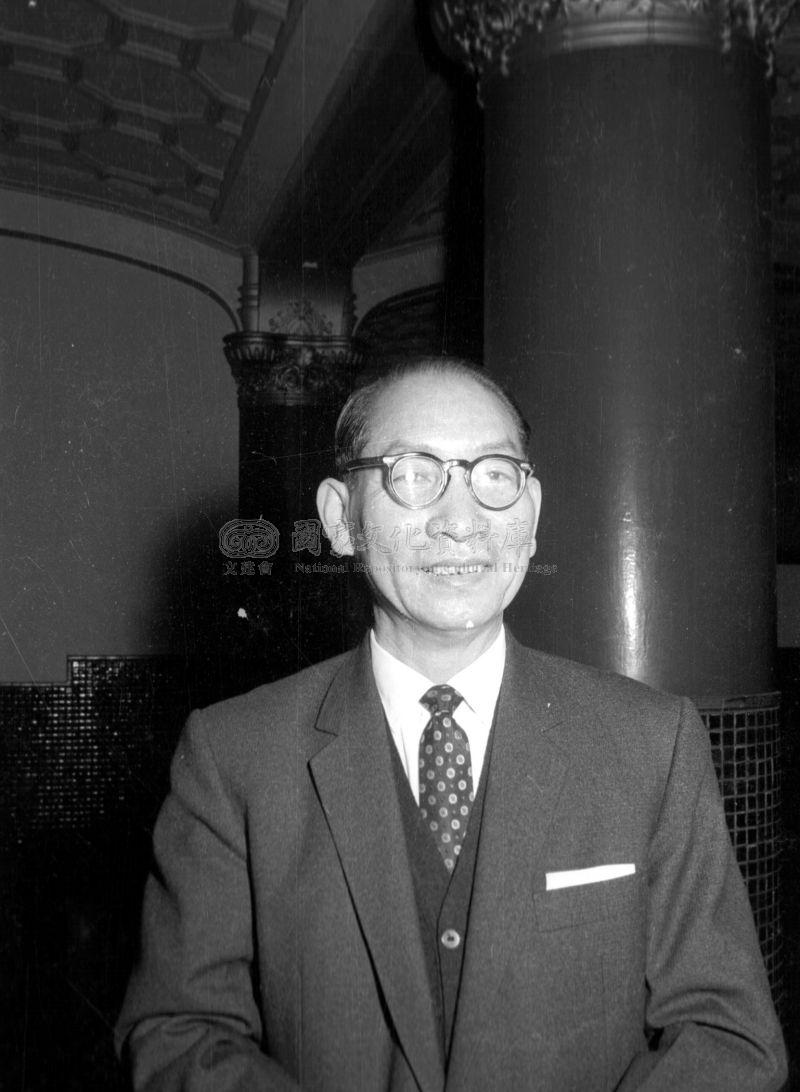
立法院院長：黃國書
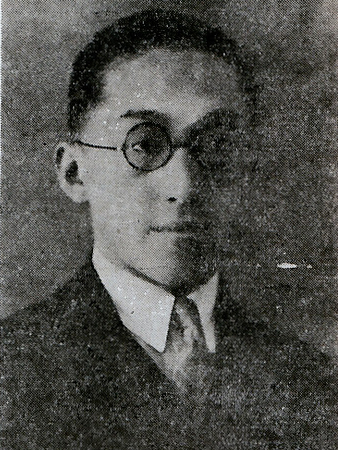
司法院院長：謝冠生
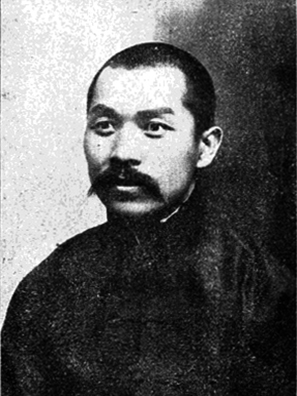
考試院院長：莫德惠
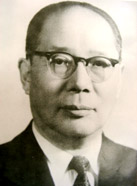
監察院院長：李嗣璁

### 省政府主席

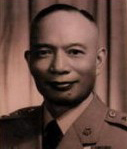
臺灣省政府主席：黃杰
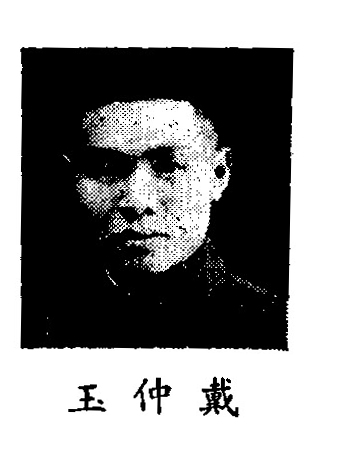
福建省政府主席：戴仲玉

### 成員變動

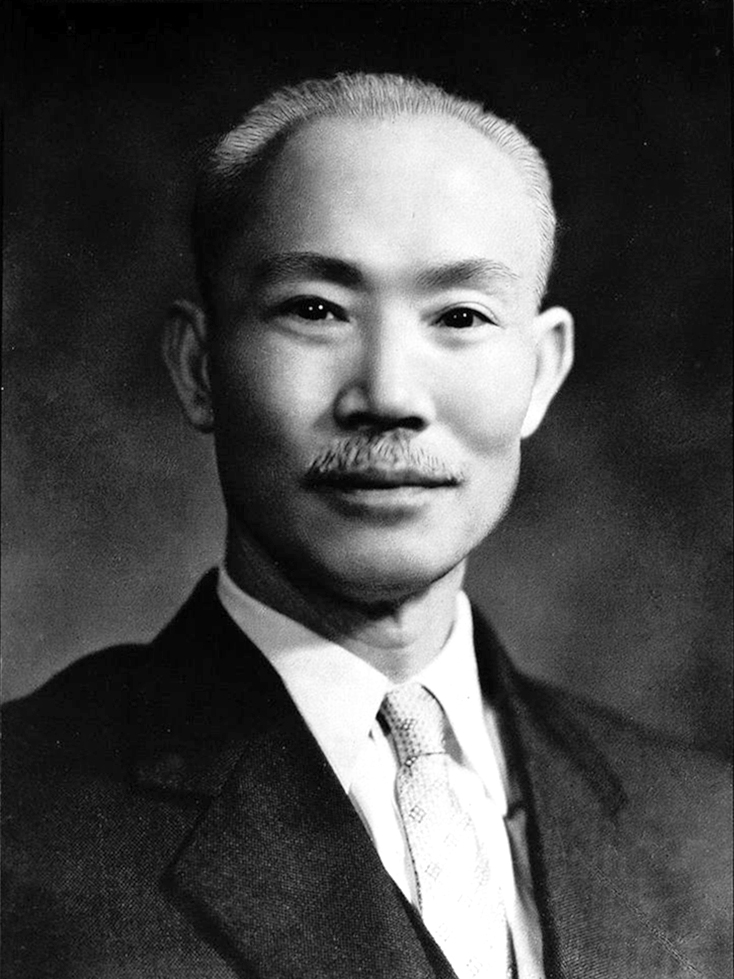
副總統：陳誠（逝世）

## 大事记

### 1月
- 1月10日——張立義少校駕U-2C自台湾桃园机场起飛，經山東半島至山西省包頭執行夜間紅外線照相，以判讀附近共軍原子彈工廠產量，於凌晨二時半左右為SA-2飛彈擊中，跳傘被俘勞改，於1983年雙十節與葉常棣少校同時釋放至香港，經美國中情局協助安排赴美定居。
- 1月13日——行政院局部改組，蔣經國為國防部長，閻振興為教育部長，李國鼎為經濟部長；日本首相佐藤榮作與美國總統詹森發表聯合聲明，強調支持臺灣，並與臺灣保持友好及正常外交關係[1]:710。
- 1月14日——美國總統詹森在援外咨文中讚掦中華民國自助有成，經濟繁榮，不需美援[1]:710。
- 1月16日——行政院新聞局公布「優良廣播節目獎勵辦法」，舉辦廣播金鐘獎[1]:710。
- 1月20日——美國第36任總統詹森就職[2]:109。
- 1月27日——美國國際開發總署任命郝夫曼（Gerald H. Huffman）為駐華美援公署代理署長[1]:710。

### 2月
- 蔣中正接見美國洛氏基金會主席洛克菲勒夫婦[2]:109。
- 2月1日——臺灣土地資源開發委員會成立[1]:711。
- 2月8日——日本首相佐藤榮作在國會表示[2]:109，1964年5月吉田茂致蔣中正私函對日本政府具約束力[1]:711。

### 3月
- 3月3日——中國國民黨中央常會，推派代表慰問陳誠病況。
- 3月4日——蔣中正伉儷探視陳誠病況[3]:133。
- 3月5日——下午1時05分[4]:213，陳誠副總統在台北因肝癌逝世（浙江青田人，歷任師長、軍長、總司令、參謀總長等職。1949年1月，任臺灣省政府主席。政府遷臺後任行政院長、第二、三屆副總統等，其主導之臺灣土地改革，對臺灣政經局勢之穩定貢獻極大。[1]:711-712）[5]，終年68歲[4]:213。同日台鐵中和線開始營運。
- 3月6日——蔣中正親蒞陳誠靈前祭弔。
- 3月10日——陳誠大殮，蔣中正伉儷親臨致祭[3]:133。
- 3月17日——日本政府批准1億5,000萬美元貸款計畫，協助臺灣推行四期經建計畫（4月26日，貸款協定在臺北簽署協文；9月22日，1億600萬美元貸款發展臺灣經濟之技術協定在日本東京簽署。）[1]:712。
- 3月24日——台鐵新店線停駛。
- 3月25日——行政院通過「民生主義現階段社會政策」，加強社會福利措施，增進人民生活[1]:712。

### 4月
- 4月9日——臺、美簽定「設立中美經濟社會發展基金協定」（6月19日，「中美經濟社會發展基金會」正式設立。）[1]:712。
- 4月12日——石門科學研究院籌備處在臺北市成立（11月12日，命名為中山科學研究院籌備處。1969年7月1日，中山科學院在桃園龍潭成立。）[1]:712。
- 4月24日——賴比瑞亞副總統陶伯特（英语：William R. Tolbert, Jr.）訪臺[1]:713[6]。
- 4月29日——崑山工商專科學校成立。

### 5月
- 5月1日——海軍一一九軍艦在東引海面與中共艦艇海戰，擊沈中共艦艇4艘[1]:713。
- 5月5日——周書楷接替蔣廷黻為駐美大使[1]:713。
- 5月8日——中、美合作投資興建之中國海灣油品公司(今台灣中油股份有限公司)高雄潤滑油廠開工[1]:713。
- 5月14日——廖文毅宣布放棄臺獨運動，自日本返臺（6月6日，廖文毅獲蔣中正赦免，並發還其財產；12月3日，廖文毅任曾文水庫建設委員會副主任委員。）[1]:713。
- 5月15日——「中、韓文化協定」在臺北簽訂（1966年10月17日，在漢城交換批准書。）[1]:713。
- 5月19日——特任朱撫松為駐西班牙國大使[1]:713。
- 5月20日——鄭萬福在日本宣布解散「臺灣民政黨」（1966年4月12日，返臺。）[1]:713。
- 5月24日——與美國之「中、美原子能安全保障檢查三邊協定」在臺北換文[1]:714。

### 6月
- 6月16日——上海商業儲蓄銀行在臺北復業，為唯一大陸遷臺復業之民營銀行[1]:714。
- 6月24日——中華民國國軍在高雄左营桃子园外海的模拟登陆演习，不幸有5辆两栖登陆车被浪打翻、数十人殉职，是“国光计划”演练伤亡最大的一次。
- 6月27日——特任彭孟緝為總統府參軍長，黎玉璽為參謀總長[1]:714；空軍總司令徐煥昇，聯勤總司令賴名湯，各連任一次[2]:110。
- 6月29日——美國宣布本月底美援終止[1]:715。計臺灣於16年內接受援助約14億美元[2]:110。

### 7月
- 蔣中正接見前匿居日本唱言臺獨之廖文毅[2]:110。
- 7月2日——駐菲律賓大使杭立武在馬尼拉與菲律賓簽訂「中、菲技術合作協定」[1]:715。
- 7月7日——美國眾議院通過借予中華民國戰艦3艘[1]:715。
- 7月10日——外交部長沈昌煥赴澳大利亞訪問一週（7月14日，發表聯合公報；7月18日，離開澳洲赴菲律賓訪問。）[1]:715。
- 7月13日——紀政被國際統計局列名為世界最傑出女性運動員之一[1]:715。
- 7月20日——前代總統李宗仁由舊部程思遠陪同前往北京，投向中共[1]:715。
- 7月29日——司法院副院長傅秉常逝世（廣東南海人，曾任駐蘇大使，參與四國外長會議，為著名法律家及外交家。）[1]:715。
- 7月30日——臺、美就在臺美軍地位達成協議，發表共同聲明（8月31日，簽訂「美軍在中華民國地位協定」。1966年5月10日，成立中美聯合委員會，實施此項協定。）[1]:715。

### 8月
- 蔣中正明令以高魁元為陸軍總司令，馮啟聰為海軍總司令，唐守治為國防部總政戰部主任，劉安祺為聯合參謀大學校長[2]:110。
- 陳誠副總統的靈車隊伍在移往泰山墓園之前，於中興大橋西端舉行臺北縣路祭，由縣長主祭[7]。
- 8月6日——海軍砲艦2艘在金門以南海面遭中共艦艇9艘圍攻沈沒（8月10日，掀起建艦復仇運動。）[1]:716。
- 8月11日——行政院長嚴家淦致電新加坡總理李光耀，表示承認新加坡政府[1]:716。
- 8月13日——監察院長補選，李嗣璁當選監察院長[1]:716。蔣中正提名張維翰為副院長，經院會票決當選[2]:110。
- 8月15日——越南共和國總理阮高祺、外交部長陳文杜、國防部長阮友固等36人訪臺（8月16日，蔣中正接見，會談加強臺、越反共合作；8月18日，發表聯合公報。）[1]:716。
- 8月17日——江森（Dwight B. Johnson）繼桑鵬出任美國軍事援華顧問團團長（1967年6月20日，卸任。）[1]:716。
- 8月19日——與韓國簽訂「中、韓航空協定」，開闢臺北與漢城間直接航線[1]:716。
- 8月20日——各界成立援助越南反共行動委員會[1]:716。
- 8月22日——蔣中正夫人宋美齡訪問美國（1966年10月26日，自美國返回臺灣。）[1]:716。
- 8月28日——默迪卡盃足球賽，中華民國與韓國同獲冠軍[1]:716。
- 8月31日——《美軍在華地位協定》於臺北簽定，規範駐臺美軍司法適用管轄範圍。

### 9月
- 9月7日——中華民國駐海地公使館升格為大使館。
- 9月8日——新版新臺幣百元券發行[1]:716。
- 9月15日——任命丁懋時為駐盧安達共和國大使（12月14日，呈遞到任國書。）[1]:716。
- 9月16日——行政院核定「輔導國軍除退役官兵就學、就養、就業管理辦法」[1]:716。
- 9月19日——國防部長蔣經國訪問美國（9月22日，與美國國防部麥納瑪拉會談後，發表聯合聲明稱：兩國決依「中美共同防禦條約」密切合作，履行承諾；9月23日，謁見詹森總統，討論世界問題；10月14日，返國。）[1]:717；蔣經國三度訪美，參觀中央情報局，向旅美僑胞發表反共講話，駁斥所謂李宗仁歸大陸離間中美關係之謊言，在美活動近兩月[8]:521。林海峰力挫日本棋王坂田榮壽，榮膺日本圍棋第四屆名人（1966年1月25日，與吳清源載譽返臺。1968年6月29日，擊敗坂田，榮獲本因坊。）[1]:717。

### 10月
- 10月9日——前駐美大使蔣廷黻病逝（湖南寶慶人，為中國近代史學家及著名外交家，著有《中國近代史綱》等書。）[1]:717。《五燈獎》開播，播出期間長達33年（至1998年7月19日）。
- 10月12日——美國空軍參謀長麥康納爾（英语：John P. McConnell）訪問臺灣（10月13日，離臺，表示美援F5A「自由鬥士」噴射戰鬥機今年起賡續移交；12月9日，首批噴射戰鬥機移交。）[1]:717。
- 10月29日——前行政院長孫科返國（12月20日，蔣中正聘其為總統府資政。）[1]:717。
- 10月31日——臺視播出一齣名為「偉大的感召」的兒童電影劇，描寫一位叫做王小芬的女童。自幼罹患小兒麻痺症，不良於行，家人訪遍名醫，仍然無法讓她好起來。 就在蔣中正誕辰的10月31日的晚上，街上有祝壽活動。想當然爾，歡聲雷動、鞭炮交加、好不熱鬧。王小妹妹聽到歡呼聲，竟然不自覺地站了起來。

### 11月
- 中山博物院落成[2]:111。
- 蔣中正告訴紐約時報記者：「不論美國派遣多少軍隊，越南戰爭，都不能在越南境內獲勝，而必須在其他地方獲勝」[2]:111。
- 總統府秘書長張群任天主教大公會議閉幕典禮中華民國特使，會後訪問歐亞中東十四友好國家。
- 11月1日——中華民國參加亞洲開發銀行，認捐開辦資金800萬美元（11月30日，出資由800萬美元增加至1,600萬美元；12月4日，中央銀行總裁徐柏園代表簽署「亞洲開發銀行章程」。）[1]:718。
- 11月11日——中共空軍李显斌等3人驾驶俄製伊留申28型噴射轟炸機自杭州飛臺湾（1966年1月2日，駕機之李顯斌、李才旺宣布脫離中共，蔣中正核授空軍官階。）[1]:718。这是冷戰期間西方陣營得到的第一架完整的IL-28。
- 11月13日——海軍在烏坵與解放軍發生海戰，擊沈敵艦4艘，海軍損失掃雷艇1艘[1]:718。
- 11月17日——第二十屆聯合國大會以56票對49票，11票棄權通過重要問題案；以47對47票，20票棄權，否決中共入會案[1]:718。
- 11月20日——國大代表集會通過決議，恭請蔣中正競選連任第四任總統[2]:111。
- 11月25日——贈越南共和國政府2架運輸機，供其空運物資及運送難民（12月4日，以登陸艇4艘贈越南共和國政府。）：首批駐越美軍搭乘專機抵達臺灣度假，影響臺灣觀光產業[1]:718。

### 12月
- 12月1日——總統府秘書長張群拜會日本首相佐藤榮作，代表蔣中正賀日、韓復交[1]:718。
- 12月3日——中華民國與韓國互換《中韓友好條約》批准書[9]。
- 12月6日——「中、日合作策進會」第十次會在東京開幕（12月8日，鼓勵日本人到臺灣投資設廠。）[1]:718。
- 12月13日——美國第七艦隊司令郝蘭德（英语：John J. Hyland）就職（1966年2月22日、1967年3月16日、1968年11月3日，訪問臺灣。）[1]:718。
- 12月21日——越南共和國駐臺大使陳善謙呈遞到任國書[1]:719。
- 12月22日——蔣中正頒發召集令，定明年2月1日在臺北舉行國民大會臨時會[1]:719。

## 出生
参见： 1965年出生
- 1月1日——林文城：棒球選手。
- 1月14日——
  - 林燕祝：政治人物。
  - 許傳盛：政治人物，曾任台北市社會局秘書、高雄市社會局局長、台中縣社會局局長、彰化縣社會局局局長。
- 1月16日——馮光榮：演員，是馬維欣前夫。
- 1月19日——裘海正，歌手、主持人。曾與方文琳、伊能靜共組「飛鷹三姝」。
- 1月21日——崔佩儀：演員、通告藝人。
- 2月2日——蘇震清：政治人物。
- 2月7日——
  - 陳耀祥：法學家。
  - 李猶龍：新聞主播、政治人物，曾任中天主播、三立晨間主播、中央廣播電台台長、新竹縣文化局局長。
- 2月8日——李君毅：畫家。
- 2月9日——
  - 張廖萬堅，政治人物。曾任臺中市議員，現任立法委員。
  - 蔡璧名：文學家、思想家。
- 2月10日——陳玉玲：作家、國文科教師。
- 2月21日——方信淵：政治人物。
- 2月23日——
  - 鍾佳濱，政治人物。曾任屏東縣副縣長，現任立法委員。
  - 薛忠銘：音樂製作人。
  - 陳培廣：導演，現任我城劇場團長。
- 2月24日——俄鄧·殷艾（Eteng Ingay），阿美族牧師、政治人物。現任高雄市議員。
- 2月25日——楊繡惠：演員、主持人、通告藝人，是楊坤灶之女。
- 2月26日——李玉嬋：諮商心理師。
- 3月1日——曹進平：軍事人物，是2020年空難生還者之一。
- 3月2日——
  - 于美人，主持人、作家。
  - 張錦昆：政治人物。
- 3月7日——林俊憲：政治人物。
- 3月8日——
  - 許聖梅：記者、主持人、時事評論家。
  - 顏秋月：政治人物，曾任清水鎮末任鎮長、清水區首任區長。
- 3月10日——
  - 陳君愷，歷史學者。出生於日本埼玉縣。
  - 王崇欽：幕僚，曾任陳啟能議員辦公室主任、薛凌立委辦公室執行長、林重謨立委辦公室執行長、游錫堃立委辦公室顧問。
- 3月11日——郭漢辰：作家。
- 3月13日——王華怡：配音員。
- 3月15日——謝哲勝：法學家。
- 3月19日——翁章梁，學運領袖、政治人物。曾任嘉義縣社會局長、行政院農業委員會副主任委員，2018年當選嘉義縣長。
- 3月27日——卓伯源，政治人物。曾任立法委員，彰化縣縣長。
- 3月28日——
  - 侯冠群，相聲演員、政治人物。曾任臺北市議員。
  - 張耀騰：棒球選手。
- 3月29日——陳清龍：政治人物。
- 4月3日——
  - 江志美：歌手，是江志豐之姊。
  - 羅葉：作家。
- 4月5日——
  - 郎祖筠，相聲演員、主持人。
  - 蘇炳憲：演員。
- 4月9日——王月：演員、主持人。
- 4月14日——吳威志：政治人物，曾任台中市勞工局局長。
- 4月15日——王美惠：政治人物。
- 4月17日——許亞芬：演員。
- 4月18日——孟庭麗：演員、護理師。
- 4月27日——陳鳳馨：記者、主持人、時事評論家。
- 4月30日——
  - 高涌誠：政治人物、律師，現任監察委員。
  - 陳錦倫：政治人物，曾任魚池鄉鄉長、南投縣議員。
- 5月1日——葉國居：作家、書法家。
- 5月2日——胡世和：社會運動人物，是洪慈庸之舅。
- 5月3日——曲家瑞，媒體人、作家。
- 5月7日——邰智源：演員、主持人、模仿藝人、通告藝人。
- 5月10日——何啟弘：作詞家。
- 5月18日——范立達：記者、廣播主持人、時事評論家。
- 5月20日——黃劍輝：政治人物，曾任立法委員、蘆洲市市長。
- 5月21日——郭建霖：棒球教練。
- 5月23日——嚴凱泰，企業家。裕隆集團董事長。（2018年逝世）
- 5月26日——羅文基：角力運動員。
- 5月29日——鄒開蓮：企業家。
- 5月31日——陳子鴻：經紀人、音樂製作人，曾任AKB48 Team TP顧問。
- 6月1日——
  - 韓寶儀：歌手。
  - 許忠信：律師。
- 6月6日——林暐哲：歌手、音樂製作人，是黑名單工作室成員之一。
- 6月7日——蕭福德：歌手、音樂製作人。
- 6月10日——楊順清：導演。
- 6月13日——方文琳，歌手、演員。曾與裘海正、伊能靜共組「飛鷹三姝」。
- 6月14日——馬永成，政治人物。曾任臺北市政府新聞處處長、中華民國總統府副秘書長。
- 6月16日——童惠珍：政治人物。
- 6月23日——蕭永達：政治人物。
- 6月27日——李度：歌手。
- 6月30日——王廷升：政治人物，是王慶豐之子。
- 7月2日——黃雅珉：歌手、演員，是城市少女成員之一。
- 7月4日——顏萬進：小說家、學生運動人士。
- 7月6日——
  - 蕭言中：漫畫家。
  - 李俊俋：政治人物。
- 7月7日——郭建成：棒球選手，現被終身禁賽。
- 7月9日——趙自強，舞台劇演員、兒童節目主持人。
- 7月11日——黃志惠：火災遇難者。
- 7月30日——汪潔民：廣播主持人、時事評論家。
- 8月11日——莊志輝：畫家。
- 8月12日——劉中達：花式滑冰選手。
- 8月14日——翁仁賢，死刑犯。
- 8月28日——王介安：旁白、作家、廣播主持人。
- 9月3日——陳昭姿：藥師。
- 9月8日——蔡重光：棒球選手。
- 9月9日——常中天，政治人物。曾任臺北市議員。
- 9月11日——卜學亮，演員、節目主持人。
- 9月13日——趙婷：演員、主持人。
- 9月16日——羅國璋：棒球教練。
- 9月19日——凌子楚：政治人物，曾任嘉義市議員。
- 9月20日——陳憲章：棒球選手。
- 9月21日——
  - 喻可欣：演員。
  - 賴怡成：建築師。
  - 許銘春：政治人物，現任中華民國勞動部部長，曾任高雄市副市長。
- 9月24日——林瑩蓉：政治人物、律師。
- 9月29日——洪都拉斯：演員、主持人、模仿藝人，以「YA教授」知名。
- 10月1日——
  - 楊林，歌手、演員。
  - 蔡義德：歌手。
- 10月7日——黃希賢：企業家。
- 10月15日——
  - 范琪斐：駐美記者。
  - 陳彥成：棒球捕手。
- 10月18日——何篤霖：歌手、演員、主持人。
- 10月21日——林健寰：星探、演員、模特兒。
- 10月23日——王柏森，台灣音樂劇王子，金馬獎最佳男配角。
- 10月30日——傑利小子：漫畫家。
- 11月2日——林國慶：歌手、政治人物。
- 11月5日——黃景泰：政治人物，曾任基隆市議會議長。
- 11月7日——張瀛仁：歌手。
- 11月8日——陳亞蘭：演員、主持人，是歌仔戲名伶之一，為金鐘獎首位獲頒男主角獎的女演員。
- 11月11日——
  - 顏政德：政治人物。
  - 童文薰：律師、主持人。
- 11月12日——林一方：政治運動人士。
- 11月13日——唐立淇，著名占星專家。
- 11月16日——
  - 藍心湄：歌手、演員、主持人。
  - 張揚：企業家。
- 11月22日——曾慶裕：棒球教練。
- 11月28日——
  - 朱德剛：演員。
  - 林志展：政治人物。
- 11月30日——
  - 李景唐：配音員。
  - 朱暖英：政治人物。
- 12月1日——馬文君：政治人物。
- 12月2日——
  - 辛樹芬，演員。曾飾演《戀戀風塵》女主角江素雲。
  - 辜仲瑩：企業家，是辜濂松之子、辜仲諒之弟。
- 12月4日——姚文智，政治人物。曾任新聞局局長、立法委員。
- 12月5日——林政德：漫畫家。
- 12月7日——方念華，記者、主播。
- 12月10日——張碧琴：政治人物，曾任新竹縣議會議長。
- 12月11日——黃承國：政治人物，曾任中華民國總統府國策顧問、台北市選舉委員會委員。
- 12月13日——李昆霖：畫家。
- 12月19日——
  - 黃振彥，政治人物。曾任彰化縣議員，現任鹿港鎮鎮長。
  - 孫鵬：演員、主持人，是狄鶯之夫、孫安佐之父。
- 12月22日——
  - 董至成：演員、主持人，曾以扮演諧星「董月花」一角而爆紅。
  - 麥覺明：登山家、導演、主持人、製作人，是《MIT台灣誌》記錄人之一。
  - 陳啟昱：政治人物。
- 12月24日——黃士祐：歌手、作詞家。
- 12月25日——
  - 廖剛池：球探、棒球教練。
  - 彭維彬：政治人物。
- 12月27日——謝沅瑾：命理師。
- 12月31日——張再添：消防員。

## 逝世
- 3月5日──陳誠，中国国民党元老，曾任中华民国副总统、行政院院长（1898年出生）
- 5月19日——王井泉，日治時期文化事業活動者。（1905年出生）
- 7月11日——林番王，政治人物。基隆市市長。（1899年出生）
- 10月3日——王白淵，詩人，積極參與文化事業。（1902年出生）
- 11月8日——張深切，作家。著有《黑色的太陽》。（1904年出生）
- 12月15日——張山鐘，醫師、政治人物。日治時期出任高雄州協會議員，戰後任首屆民選屏東縣縣長。（1887年出生）